# Ga Uncheon
Ga Uncheon (Tiếng Hàn: 운천역, Hanja: 雲泉驛) là ga đường sắt trên Tuyến Gyeongui ở Munsan-eup, Paju-si, Gyeonggi-do. Nhà ga này mới được thành lập như một sân ga tạm thời vào ngày 31 tháng 10 năm 2004 để thuận tiện cho việc đi lại của giữa Uncheon-ri và Majeong-ri, cách xa Ga Munsan và Ga Imjingang.
Nhà ga đã được lên kế hoạch đóng cửa trong khi dự án điện khí hóa ở khu vực phía bắc của Munsan đang được tiến hành, nhưng người ta đã quyết định xây dựng một nhà ga mới thay vì nâng cấp nhà ga đã đóng. Do đó, hoạt động kinh doanh tạm thời bị đình chỉ.

## Lịch sử
- 31 tháng 10 năm 2004: Được mở dưới dạng nền tảng tạm thời[1]
- 1 tháng 5 năm 2014: Dịch vụ xe lửa đi lại bị đình chỉ.
- 4 tháng 5 năm 2014: Dịch vụ Tàu hòa bình bắt đầu.
- 2 tháng 10 năm 2019: Dịch vụ tàu hòa bình bị đình chỉ[2]
- 17 tháng 12 năm 2022:  Khai trương nhà ga mới.

## Bố trí ga
| ↑ Imjingang | Sảnh |
| １          | Sảnh |
| Munsan ↓    | Sảnh |

| １ | ● Tuyến Gyeongui–Jungang | Tàu đưa đón | ← Hướng đi Munsan · Imjingang → |

## Liên kết
- (tiếng Hàn) Thông tin ga[liên kết hỏng] từ Korail